# محوطه روادگه ریکا
محوطه روادگه ریکا مربوط به دوره صفوی است و در شهرستان مهران، بخش صالح آباد، روستای ریکا واقع شده و این اثر در تاریخ ۱۴ مرداد ۱۳۸۲ با شمارهٔ ثبت ۹۵۱۶ به‌عنوان یکی از آثار ملی ایران به ثبت رسیده‌است.